# Кси¹ Большого Пса
Кси¹ Большого Пса (лат. ξ¹ Canis Majoris), 4 Большого Пса (лат. 4 Canis Majoris), HD 46328 — двойная звезда в созвездии Большого Пса на расстоянии приблизительно 654 световых лет (около 201 парсека) от Солнца. Видимая звёздная величина звезды — от +4,28m до +4,23m. Возраст звезды оценивается как около 11,1 млн лет.

## Характеристики
Первый компонент — бело-голубой гигант или субгигант, пульсирующая переменная звезда типа Беты Цефея (BCEP) спектрального класса B1III или B0,7IV. Масса — около 14,2 солнечных, радиус — около 7,9 солнечных, светимость — около 30900 солнечных. Эффективная температура — около 27000 К.